# تاریخ ادبیات

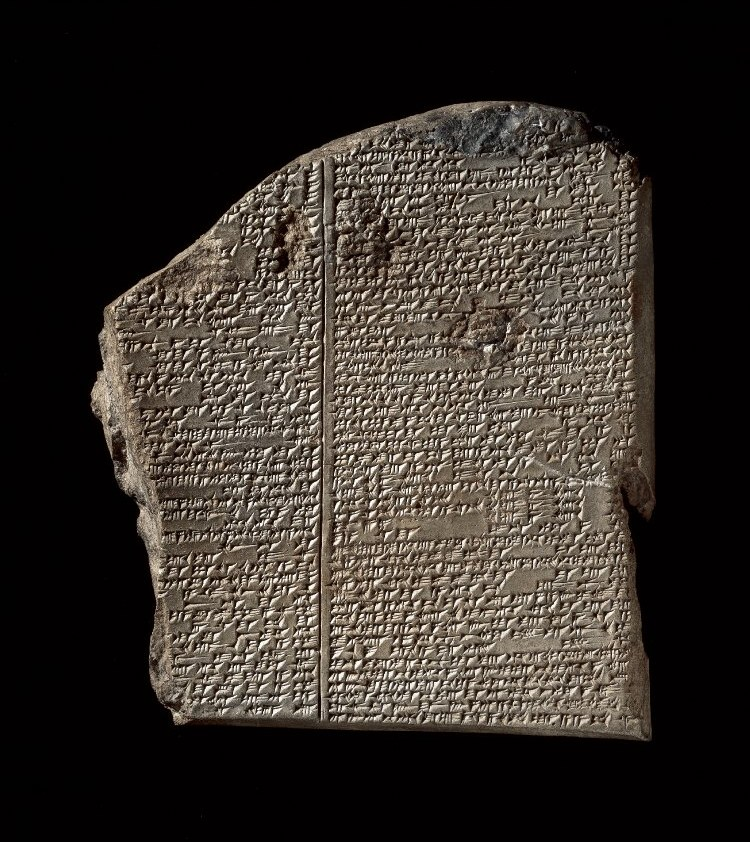
سنگ نوشته‌ای از کتاب گیلگمش در سومر باستان

تاریخ ادبیات موضوعی میان رشته‌ای است، به زبانهای مختلف در طولِ تاریخ که سرگذشتِ ادبیات به ویژه ادبیات مکتوب و تغییرات و دگرگونی‌های سبک‌ها و فنون ادبی در نقاط مختلف جهان را مطرح می‌کند.

## دوره آغازین ادبیات
اولین اشارات و یافته‌های مکتوب ادبی به سه ناحیه جهان یعنی مصر باستان، سومر و چین بازمی‌گردد. هیروگلیف‌های مصری اشارات ادبی را در درون خود دارند و کتاب گیلگمش که حماسه‌ای ادبی مربوط به سومریان است نیز گاهی نخستین کتاب بشر معرفی شده است. این کتاب به حدود دوهزاره پیش از میلاد بازمی‌گردد. همچنین از قدیمی‌ترین کتاب‌های دوران باستان می‌توان به کتاب مردگان (مصر باستان) که در هجده قرن پیش از میلاد در مصر به نگارش درآمده بود را ذکر کرد. کتاب‌های اوستا و ریگ ودا نیز که در دوره‌های بعد به نگارش درآمده‌اند، میراث ادبیات شفاهی ملت‌های خود در دوران بسیار قدیم بوده‌اند.

## ادبیات در دوران باستان

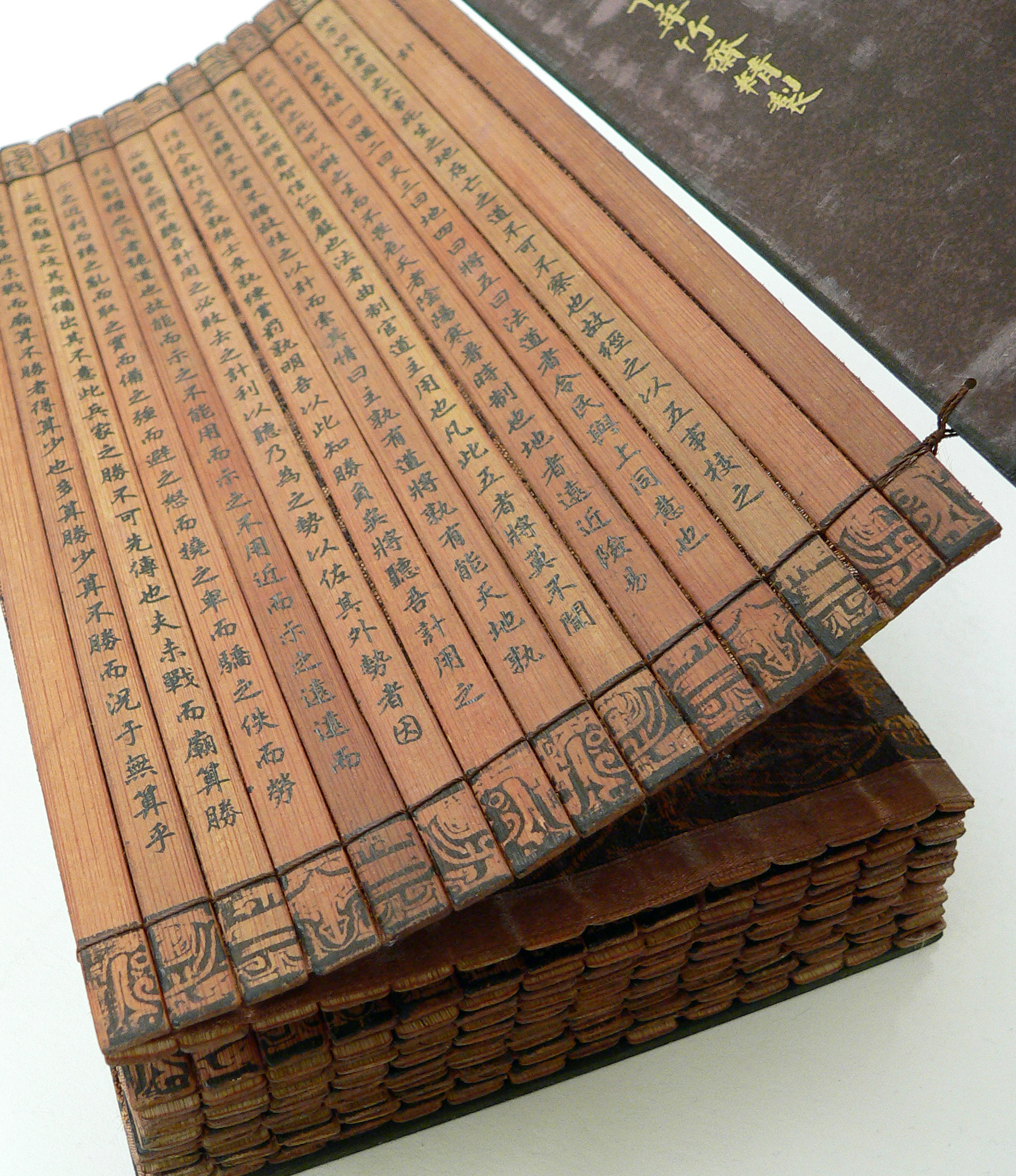
یک کتاب سنتی چینی که به آن بامبو می‌گویند. در دوران باستانی آثار ادبی چینی در این گونه کتاب‌ها به نگارش درمی‌آمد.

ادبیات دوران باستان که هزارهٔ نخست پیش از میلاد تا آغاز قرون وسطی را در بر می‌گیرد دوره پایه شکل‌گیری ادبیات مدون می‌باشد. این دوره که در چین با نگارش کتاب رزمی هنر جنگاوری آغاز شده بود در یونان به گونه‌ای دیگر دنبال می‌شد. افسانه‌ها و اساطیر یونان باستان در قالب آثار ادبی جلو گر شدند. ایلیاد و ادیسه در قرن نهم پیش از میلاد از هومر شاعر باستانی یونان از همین آثار هستند. در سال‌های بعدی فلسفه و تاریخ‌نگاری نیز وارد حوزه ادبیات شدند و آثار ادب نمایشی که از سنت‌های بومی یونان بودند نیز بخش‌هایی از ادبیات یونان باستان را دربر گرفت. پس از محو یونان در دوره اسکندر مقدونی ادبیات و ریشه‌های ادبی یونانی تا حد زیادی به ادبیات لاتین منتقل شد. این امر با شکل‌گیری امپراتوری روم تحقق یافت. ادبیات لاتین در دوران باستان با ادامه دادن راه ادبیات یونانی مدت‌ها به عنوان ادبیات رسمی و دینی و مقدس جایگاه ویژه‌ای یافته بود. ویرژیل، سنت آگوستین و هوراس را می‌توان از بزرگ‌ترین ادیبان لاتینی دانست. در ایران باستان در همین دوره آثار قدیمی سنتی و اعتقادی به رشته تحریر درآمد. جمع‌آوری سروده‌ها و مکتوب شدنشان به زبان اوستایی و نیز ترجمه‌ها و تفسیرهای دینی که به دوران پایانی اشکانی و آغازین ساسانی بازمی‌گردد از همین دست می‌باشد. در همین زمان در ایران کتابی بنام شاپورگان به زبان پارسی میانه توسط مانی نوشته شد. این دوره در هند متون مذهبی و اسطوره‌ای هندو به زبان سنسکریت به رشته تحریر درآمد. ادبیات داستانی و داستانسرایی عارفانه نیز در هند رشد گسترده‌ای در این دوران داشت.

## ادبیات در قرون وسطی

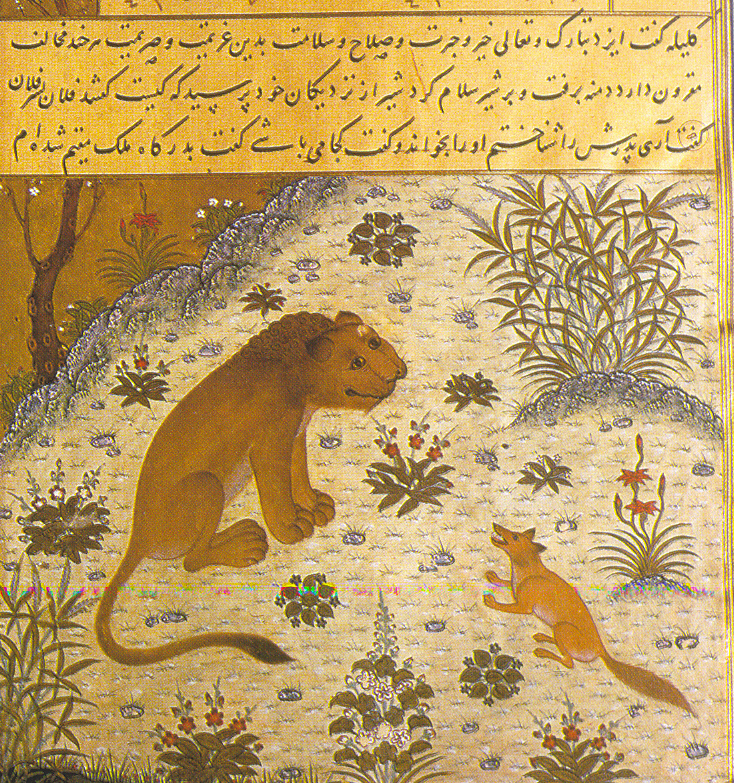
برگی از کتاب کلیله و دمنه به زبان فارسی

در دوره قرون وسطی ادبیات در اروپا به شدت مذهبی می‌گردد. به ویژه پس از اعلام مسیحیت به عنوان دین رسمی امپراتوری بیزانس این امر شدت بیشتری به خود می‌گیرد. درگیری با مسلمانان و جنگ‌های صلیبی تغییراتی را در این عصر در ادبیات اروپا ایجاد می‌کند. آثار ایتالیایی مانند کمدی الهی توسط دانته آلیگیری پدید می‌آید و آثاری در زمینه خداشناسی در محافل فلسفی اروپا ایجاد می‌شود که بر ادبیات تأثیراتی داشت. در همین دوره در ممالک اسلامی ادبیات عربی و فارسی به شدت پویا بودند. زبان عربی که زبان مقدس دین اسلام به‌شمار می‌رفت بخش عمده‌ای از آثار ادبی خلق شده توسط مسلمانان را به خود اختصاص می‌داد و در سرتاسر این مناطق رایج بود. ادبیات فارسی نیز که با تقویت شدن از سوی سامانیان خراسان رسمیت یافته بود، در تمام مناطق ایران زمین تا آسیای میانه و نیز در شبه قاره هندوستان، قفقاز و روم اشغال شده توسط سلجوقیان جایگاه زبان رسمی و نیز زبان ادبی ویژه‌ای داشت. در این دوران در ممالک اسلامی ادیبان بزرگی مانند ابونواس، متنبی و محی الدین در ادبیات عربی و در قرن پنجم، فردوسی، خیام، در قرن ششم، نظامی گنجوی، خاقانی و عطار و در قرون ششم و هفتم مولوی، سعدی و حافظ در شعر فارسی پدید آمدند. در این دوران نیز به صورت پراکنده ادبیات ترک نیز در آسیای میانه و سپس در آناتولی کلید می‌خورد. در هندوستان و ژاپن و چین نیز در این دوره محافل ادبی عمده جریان داشت. بخشی از ادبیات داستانی هندوستان که در همین دوران توسط ایرانیان به فارسی میانه و از آن طریق به دیگر زبان‌های نیز ترجمه شد. کلیله و دمنه و سندباد و هزار و یکشب از این دست داستان‌هایی می‌باشند که از هندوستان به تمام دنیا انتقال یافتند. بخشی از ادبیات قرون وسطی نیز ادبیات یهودیان بوده که به زبان‌های عبری، لاتین و گاهی نیز فارسی به رشته تحریر درمی‌آمده است. در دنیای جدید یعنی آمریکای پیش از کلمب نیز قوم مایا با ابداع نوعی خط آثار ادبی متعددی در زمینه‌های گوناگون عرفان، اسطوره، داستان و شعر پدید آورده بودند.

## در دوران معاصر

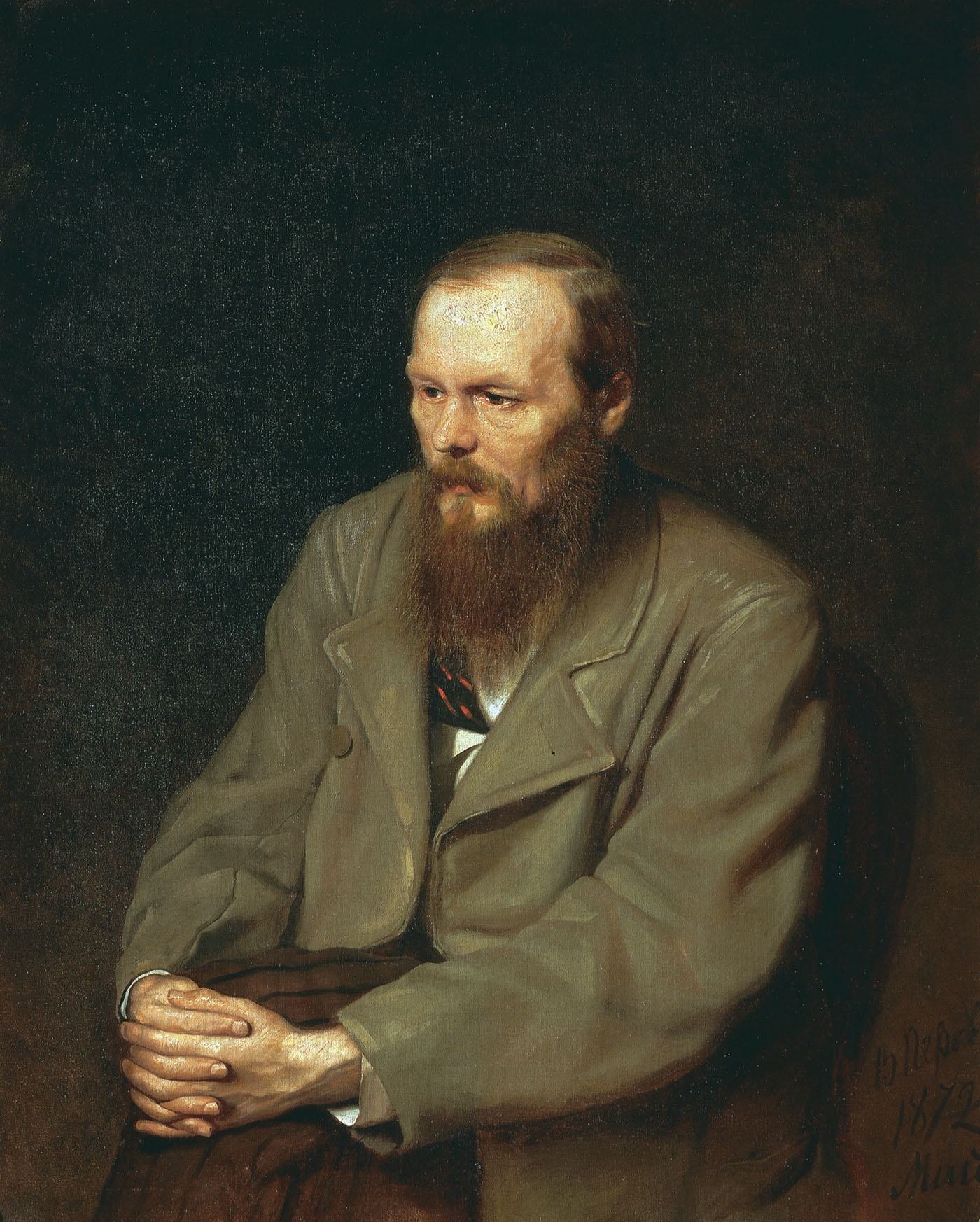
فیودور داستایوفسکی از بزرگ‌ترین نویسندگان جهان در قرن نوزدهم میلادی

دوران معاصر در تاریخ ادبیات را از دوران پس از کشف قاره آمریکا آغاز می‌کنند. در این دوران با کتاب سروانتس به نام دن کیشوت، رمان به سبک جدید وارد ادبیات می‌شود. آثار فلسفی ادبی به ویژه در فرانسه پدید می‌آید. جان میلتون، ویلیام شکسپیر و جاناتان سویفت از ادیبان بزرگ دوران آغازین معاصر به‌شمار می‌روند. در دوره بعدی که به قرون هجدهم تا بیستم میلادی بازمی‌گردد، با رخ دادن انقلاب کبیر فرانسه دگرگونی‌ها آغاز شد. ادبیات داستانی و رمانتیسم به گونه‌ای فزاینده رشد پیدا نمود. لرد بایرون از سردمداران ادب رمانتیک اروپا به‌شمار می‌رود. هانس کریستیان آندرسن در دانمارک طلوع می‌کند و در آلمان نیز ادبیات به گونه‌ای فلسفی رشد می‌یابد. نویسندگان بزرگ روس و آمریکایی و فرانسوی نیز در این دوره معرفی می‌شوند که از میان آن‌ها می‌توان به داستایوفسکی، تولستوی، مارک توین، انوره دو بالزاک و ویکتور هوگو اشاره نمود. این دوران تا پایان جنگ جهانی اول ادامه می یاید. دوره بعدی ادبیات معاصر ادبیات جدید است که از پس از جنگ جهانی دوم تا کنون پابرجاست و در این سال‌ها با تغییرات بیشماری همراه بوده است. ادبیات در دوران جدید از وقایع سیاسی و تاریخی تأثیرپذیری فراوان داشته است. انقلاب بلشویکی روسیه، جنگ جهانی دوم، گسترش کمونیسم و رقابت با نظام سرمایه‌داری و پیشرفت‌های صنعتی به‌شدت در ادبیات نظم و نثر جهان در دوران جدید تأثیرگذار بوده است. ضمن اینکه، با گسترش دانش و آگاهی و ابزار اطلاع‌رسانی و افزایش سواد و نگارش گستره ادبیات کاملاً متفاوت شده و در تمام مناطق دنیا دنبال می‌شود. ادبیات در این دوره مکتب‌های فکری متفاوتی را مانند پست‌مدرنیسسم و مدرنیسم، دادائیسم، طبیعت‌گرایی و اگزیستانسیالیسم تجربه کرده است.